# Kosterjowo
Kosterjowo (russisch Костерёво) ist eine Kleinstadt in der Oblast Wladimir (Russland) mit 9073 Einwohnern (Stand 14. Oktober 2010).

## Geografie
Die Stadt liegt am Nordrand der Meschtschoraniederung etwa 50 km westlich der Oblasthauptstadt Wladimir am Flüsschen Lipnja (auch Bolschaja Lipnja), einem linken Nebenfluss der Kljasma im Flusssystem der Wolga.
Kosterjowo gehört zum Rajon Petuschki.

## Geschichte
Der Ort entstand als Siedlung bei einer 1890 zur Bedienung einer etwa 25 Kilometer entfernten Glashütte eröffneten Eisenbahnstation. Die Benennung erfolgte nach dem Besitzer des Werkes I. I. Kosterjow.
Später wuchs die Siedlung im Zusammenhang mit der Errichtung eines Zulieferwerkes für den Textilmaschinenbau 1905 und eines weiteren 1912.
1939 erhielt der Ort den Status einer Siedlung städtischen Typs und 1981 das Stadtrecht.

### Bevölkerungsentwicklung
| Jahr | Einwohner |
| ---- | --------- |
| 1939 | 6.290     |
| 1959 | 7.471     |
| 1970 | 9.250     |
| 1979 | 11.365    |
| 1989 | 11.777    |
| 2002 | 9.608     |
| 2010 | 9.073     |

Anmerkung: Volkszählungsdaten

## Kultur und Sehenswürdigkeiten
Die Stadt besitzt ein Heimatmuseum.

## Wirtschaft und Infrastruktur
In Kosterjowo gibt es Zulieferwerk für den Textilmaschinenbau, ein Sägewerk und eine Fabrik für Kunststofferzeugnisse.
Die Stadt liegt an der 1862 eröffneten Eisenbahnstrecke Moskau–Nischni Nowgorod (Streckenkilometer 135), auf der heute ein Großteil der Züge der Transsibirischen Eisenbahn auf ihrem Westteil ab Moskau verkehrt.
Die Fernstraße M7 Moskau–Nischni Nowgorod–Kasan–Ufa (Teil der Europastraße 22) führt nördlich an Kosterjowo vorbei.

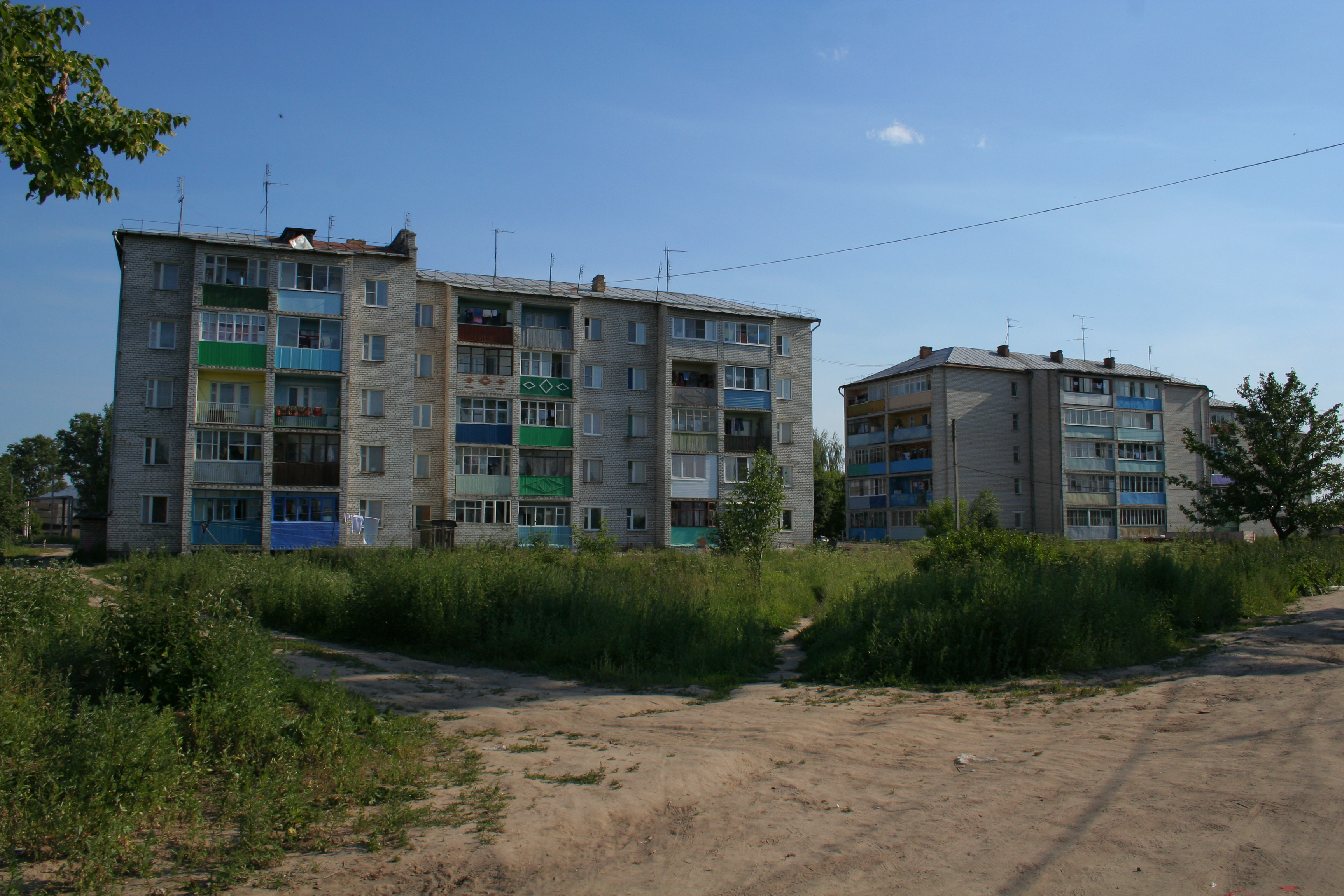
Ein Wohnblock in Kosterjowo
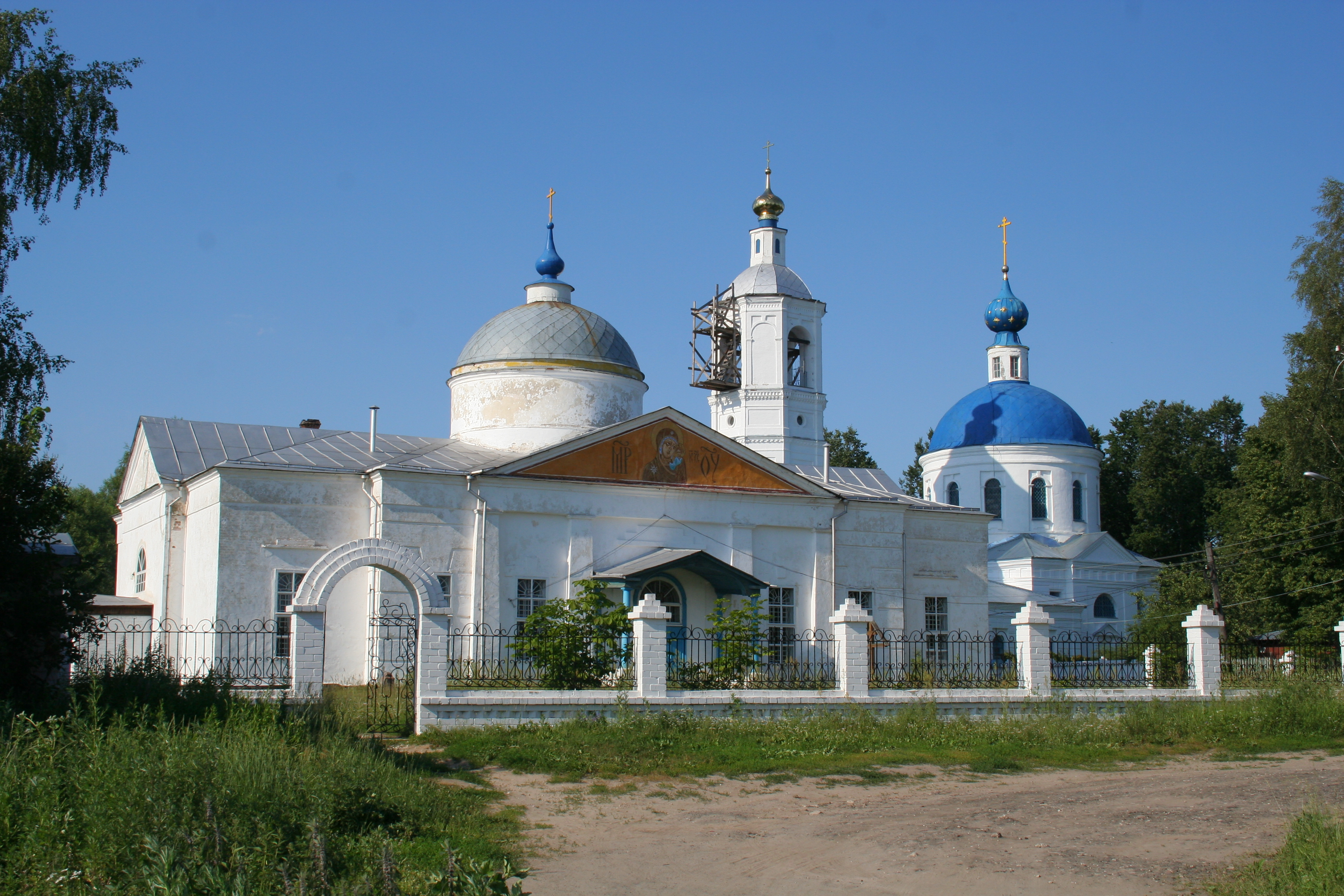
Kirche der Dreifaltigkeit und Kreuzerhöhungskirche
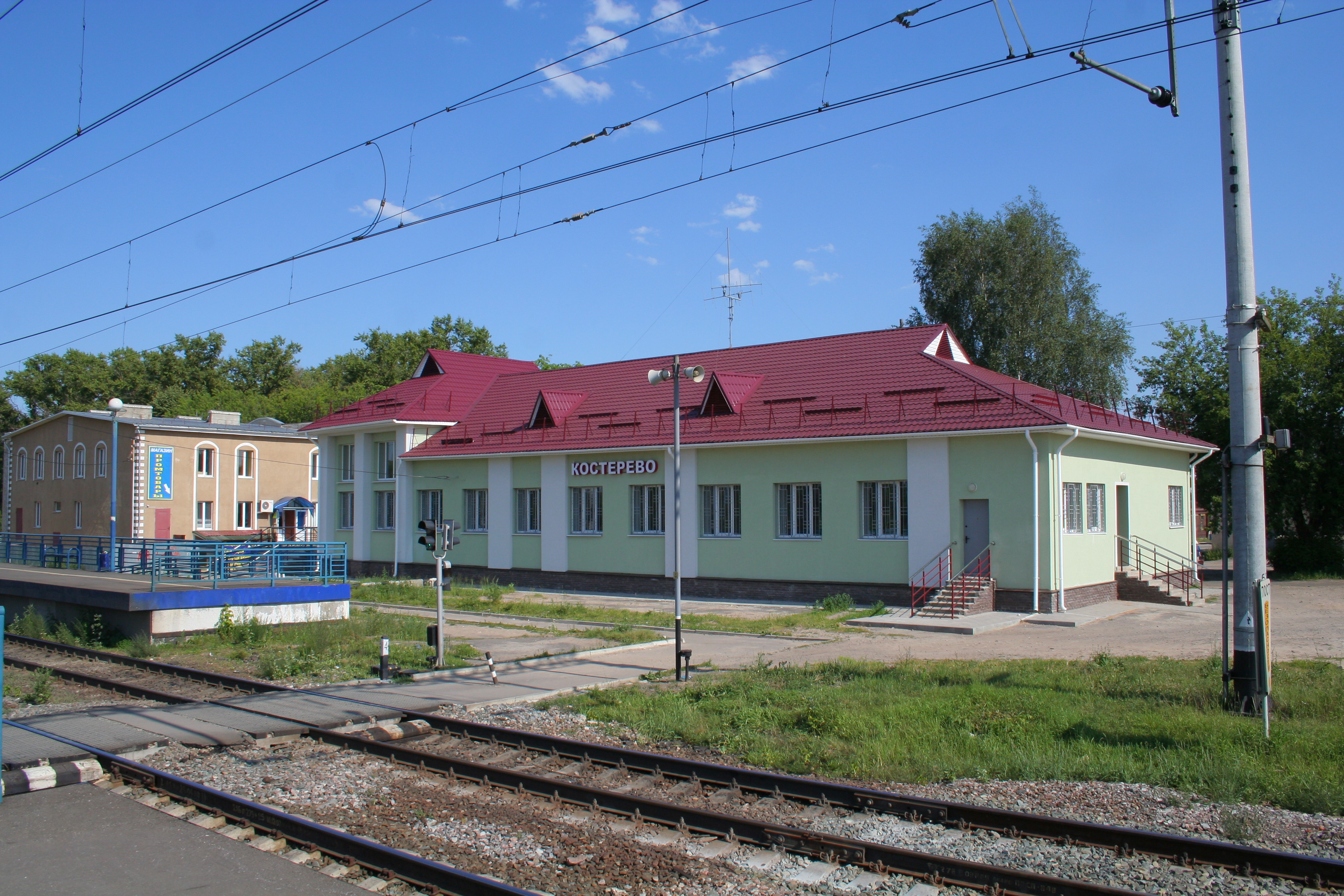
Bahnhof Kosterjowo